# Lissocraspeda
Lissocraspeda is een geslacht van vlinders van de familie spanners (Geometridae), uit de onderfamilie Oenochrominae.

## Soorten
- L. eremoea Lower, 1907
- L. pygmaea Prout, 1913
- L. thrasyschema Turner, 1939